# Hai sempre mentito
Hai sempre mentito (A Woman's Secret) è un film del 1949 diretto da Nicholas Ray.